# Christine Spielberg
Christine Spielberg (Niederlungwitz, 21 dicembre 1941) è un'ex discobola tedesca, vincitrice di un titolo europeo nel 1966.

## Palmarès
| Anno | Manifestazione | Sede              | Evento           | Risultato | Misura  | Note                  |
| ---- | -------------- | ----------------- | ---------------- | --------- | ------- | --------------------- |
| 1966 | Europei        | Budapest          | Lancio del disco | Oro       | 57,66 m | Record dei campionati |
| 1968 | Olimpiadi      | Città del Messico | Lancio del disco | 7ª        | 52,86 m |                       |
| 1971 | Europei        | Helsinki          | Lancio del disco | 8ª        | 56,20 m |                       |